# Accidente del transbordador espacial Columbia
El accidente del transbordador espacial Columbia se produjo el sábado 1 de febrero de 2003 a las 13:59 UTC, cuando la nave se desintegró sobre los estados de Texas y Luisiana en su reingreso a la atmósfera terrestre, muriendo los siete miembros de la tripulación.
Durante el lanzamiento de la misión STS-107, que era la número veintiocho del Columbia, una pieza de aislamiento de espuma se desprendió del tanque externo del transbordador espacial y golpeó el ala izquierda. En la mayoría de los lanzamientos anteriores del transbordador ocurrieron daños menores por desprendimiento de espuma, pero algunos ingenieros sospecharon que el daño al Columbia fue más grave. Los administradores de la NASA limitaron la investigación, con el razonamiento de que la tripulación no podría haber solucionado el problema.
Cuando el transbordador reingresó en la atmósfera, el daño permitió que los gases atmosféricos calientes penetraran y destruyeran la estructura interna del ala, lo que provocó que la nave espacial se volviera inestable y poco a poco se rompiera.
Después del desastre, las operaciones de vuelo del transbordador espacial fueron suspendidas durante más de dos años, de forma similar a las secuelas del accidente del Challenger. La construcción de la Estación Espacial Internacional (ISS) fue puesta en espera; la estación se basó enteramente en la Roscosmos para reabastecerse durante veintinueve meses hasta que se reanudaron los vuelos del transbordador con la misión STS-114 y 41 meses para la rotación de la tripulación hasta la misión STS-121.
Se hicieron cambios técnicos y organizativos, incluyendo la adición de una minuciosa inspección en órbita para determinar el estado del sistema de protección térmica del transbordador tras soportar el ascenso, y mantener una misión de rescate designada lista en caso de encontrar un daño irreparable. A excepción de una última misión para reparar el telescopio espacial Hubble, las misiones posteriores fueron solo traslados a la ISS para que la tripulación pudiera usarla como un "refugio seguro".

## Tripulación

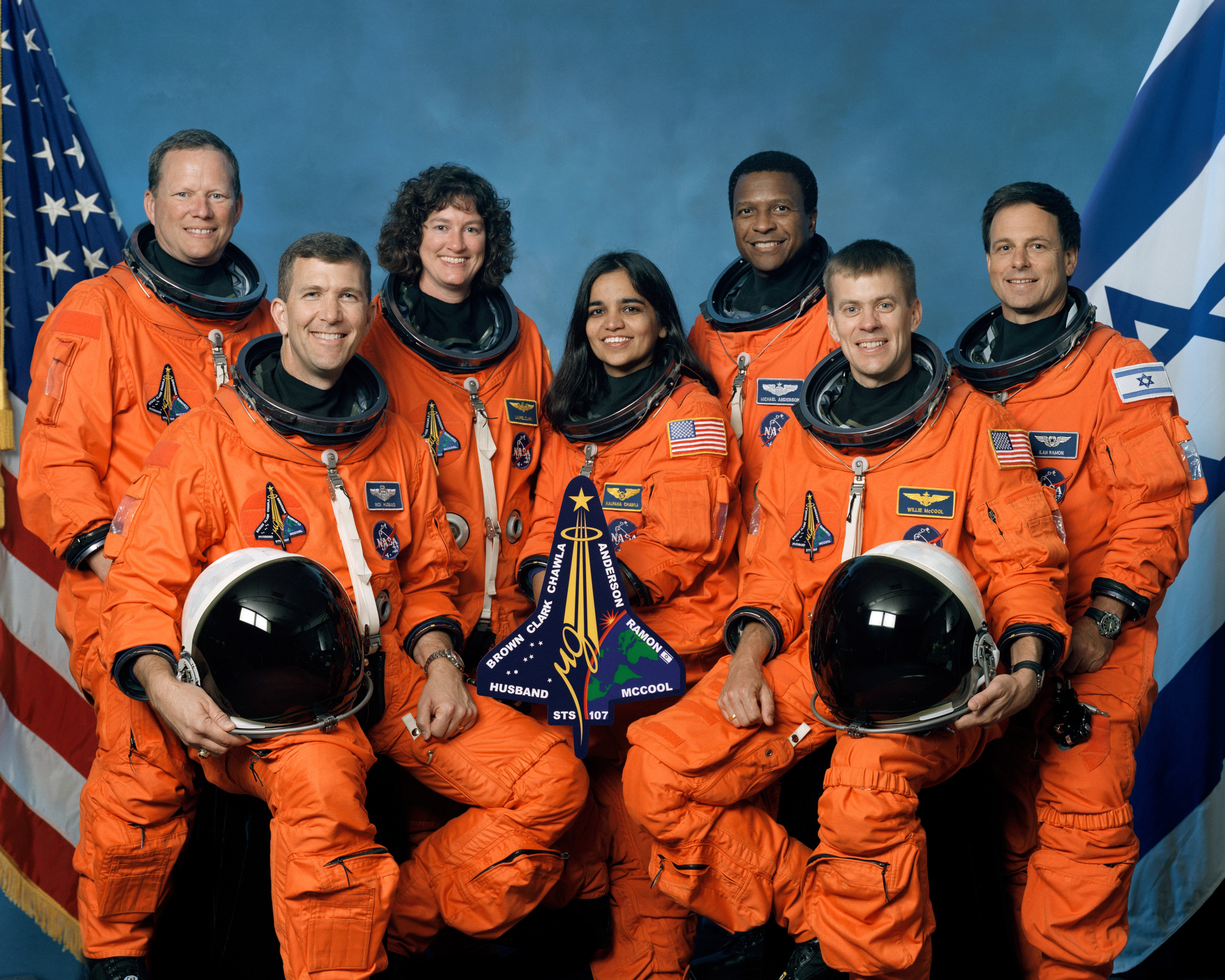
La tripulación de la misión STS-107. De izquierda a derecha: Brown, Husband, Clark, Chawla, Anderson, McCool y Ramon

- Comandante Rick D. Husband: coronel de la Fuerza Aérea de los Estados Unidos e ingeniero mecánico que pilotó un transbordador durante el primer acoplamiento con la Estación Espacial Internacional (STS-96).
- Piloto William McCool: comandante de la Armada de los Estados Unidos.
- Comandante de carga Michael P. Anderson: teniente coronel y físico a cargo de la misión científica.
- Especialista de carga Ilan Ramon: coronel en la Fuerza Aérea Israelí y el primer astronauta israelí.
- Especialista de misión Kalpana Chawla: ingeniera aeroespacial nacida en India. Era su segunda misión espacial.
- Especialista de misión David M. Brown: capitán de la Armada de los Estados Unidos entrenado como aviador y cirujano de vuelo. Brown trabajó en experimentos científicos.
- Especialista de misión Laurel Blair Salton Clark: capitana de la Armada de los Estados Unidos y cirujana de vuelo. Clark trabajó en experimentos biológicos.

## Antecedentes

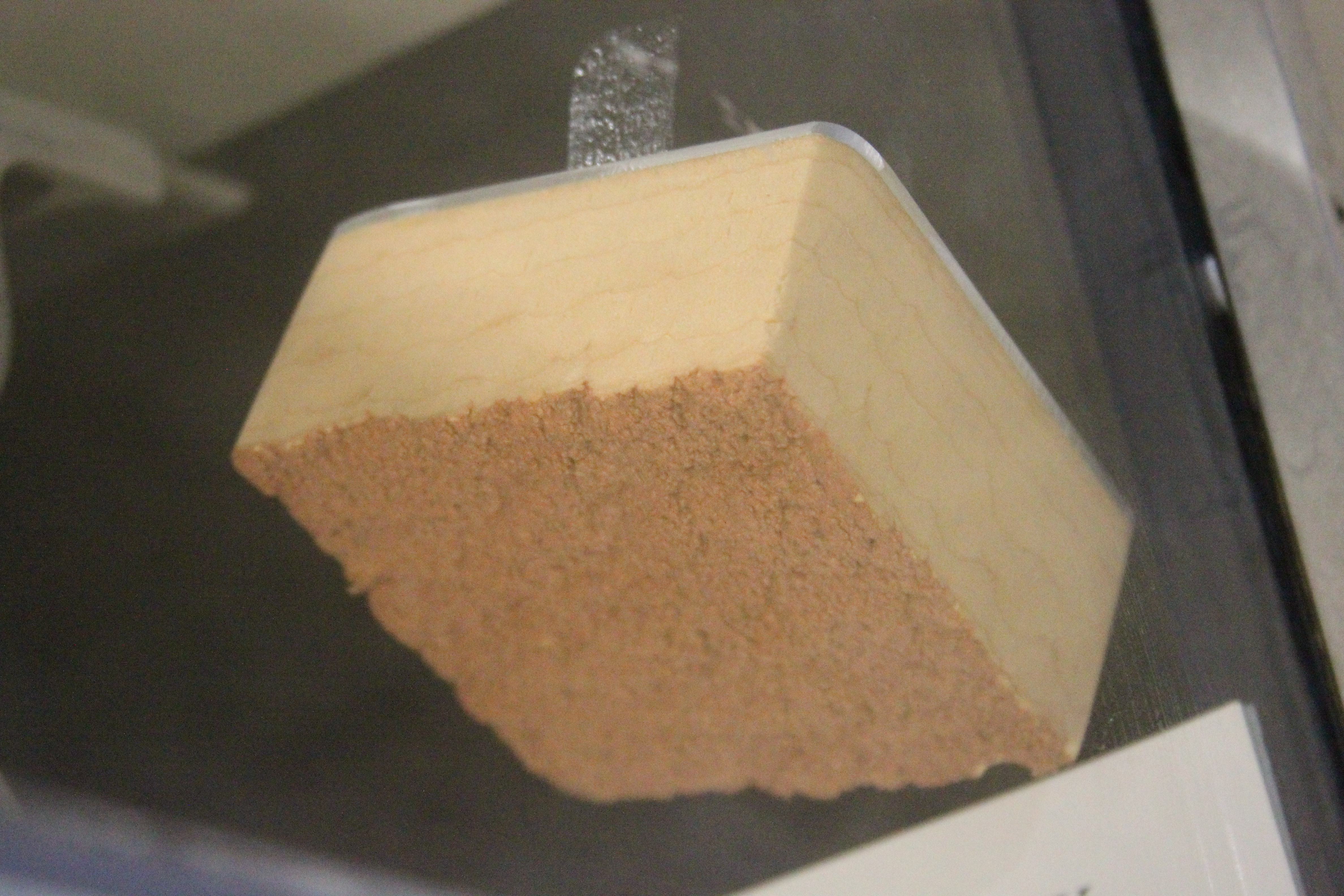
Espuma de aislamiento térmico del tanque de combustible principal del transbordador.

El tanque de combustible principal del transbordador está recubierto de espuma de aislamiento térmico, destinada a impedir la formación de hielo cuando el depósito se llena de hidrógeno y oxígeno líquidos. Ese hielo podría dañar el transbordador si se desprende durante el despegue.
La rampa de espuma bípode es un componente aerodinámico hecho de espuma de aproximadamente un metro. La espuma, normalmente no considerada como un material estructural, debe soportar algunas cargas aerodinámicas. Debido a estos requisitos especiales, solo un técnico especializado puede realizar el curado de la fundición y de las rampas en el lugar.
Se observaron desprendimientos de la rampa bípode de aislamiento, en su totalidad o en parte, en cuatro vuelos anteriores: STS-7 (1983), STS-32 (1990), STS-50 (1992) y más recientemente la misión STS-112 (2002; sólo dos lanzamientos antes de la misión STS-107). Todas las misiones del transbordador afectadas habían sido completadas con éxito. La dirección de la NASA llegó a referirse a este fenómeno como «derramamiento de espuma». Al igual que con los problemas de erosión de la junta tórica que finalmente condenaron al transbordador espacial Challenger, la gestión de la NASA se acostumbró a estos fenómenos, al no existir consecuencias graves en los episodios anteriores. La socióloga Diane Vaughan designó este fenómeno como «normalización de la desviación», en su libro sobre el proceso de decisión del lanzamiento del Challenger.
El STS-112 fue el primer vuelo con cámara «ET Cam», un canal de video montado en el tanque externo (ET) con el fin de dar un mayor conocimiento del problema del vertimiento de espuma. Durante ese lanzamiento se separó un trozo de espuma de la rampa bípode del ET y golpeó el anillo de unión SRB-ET en la parte inferior del cohete propulsor sólido izquierdo (SRB) causando una mella de 12 cm de ancho y nueve de profundidad en el mismo. Después de la misión STS-112, los líderes de la NASA analizaron la situación y decidieron seguir adelante con la justificación de que "el ET es seguro para volar sin nuevos problemas (y no hay riesgo añadido)" de más golpes por espuma.

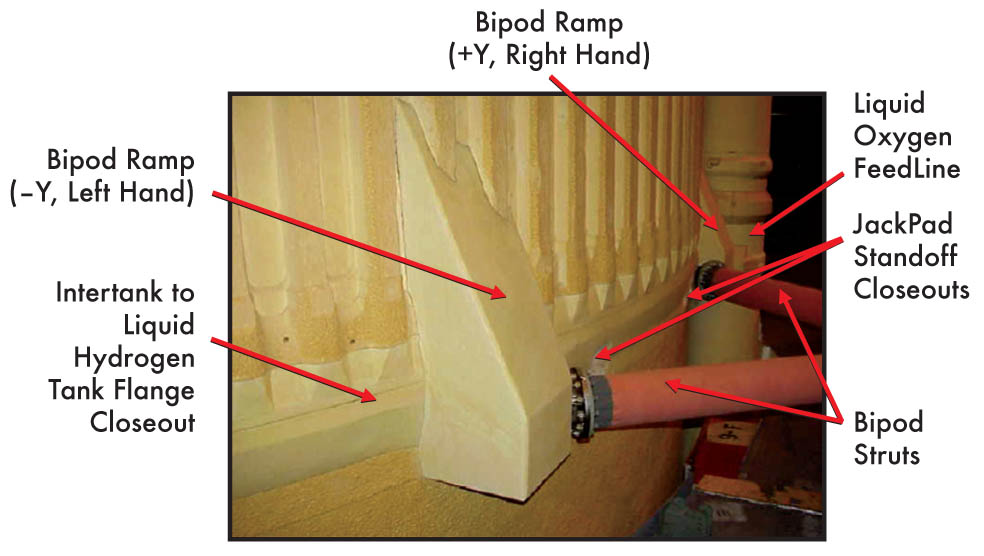
Acercamiento de la sección izquierda de la rampa aislante bípode de espuma que se desprendió y dañó el ala del transbordador.

Dos horas después del despegue se realizó una revisión de rutina de un video tomado durante el despegue de la misión STS-107 y no reveló nada inusual. Al día siguiente, una filmación de mayor resolución que había sido procesada durante la noche reveló que los restos de espuma golpearon el ala izquierda, lo que podría dañar la protección térmica del transbordador espacial. En el momento, no pudo determinarse el lugar exacto donde la espuma golpeó el ala debido a la baja resolución de la filmación de las cámaras de seguimiento.
Mientras tanto, se revisó el juicio de la NASA para evaluar los riesgos. La presidenta del Equipo de Gestión de la Misión (MMT) Linda Ham dijo que "La razón era pésima entonces y sigue siéndola". Ham y el director del programa espacial Ron Dittemore habían estado presentes en la reunión del 31 de octubre de 2002, en la que se tomó la decisión de continuar con los lanzamientos.
Los análisis posteriores al STS-107 revelaron que dos lanzamientos del transbordador anteriores (STS-52 y STS-62) también tuvieron pérdida de espuma de la rampa bípode que no fue detectada. Además, la rampa de espuma de la protuberancia de carga aérea (PAL) también había derramado piezas, y también hubo pérdidas puntuales de grandes áreas de espuma.

## Lanzamiento

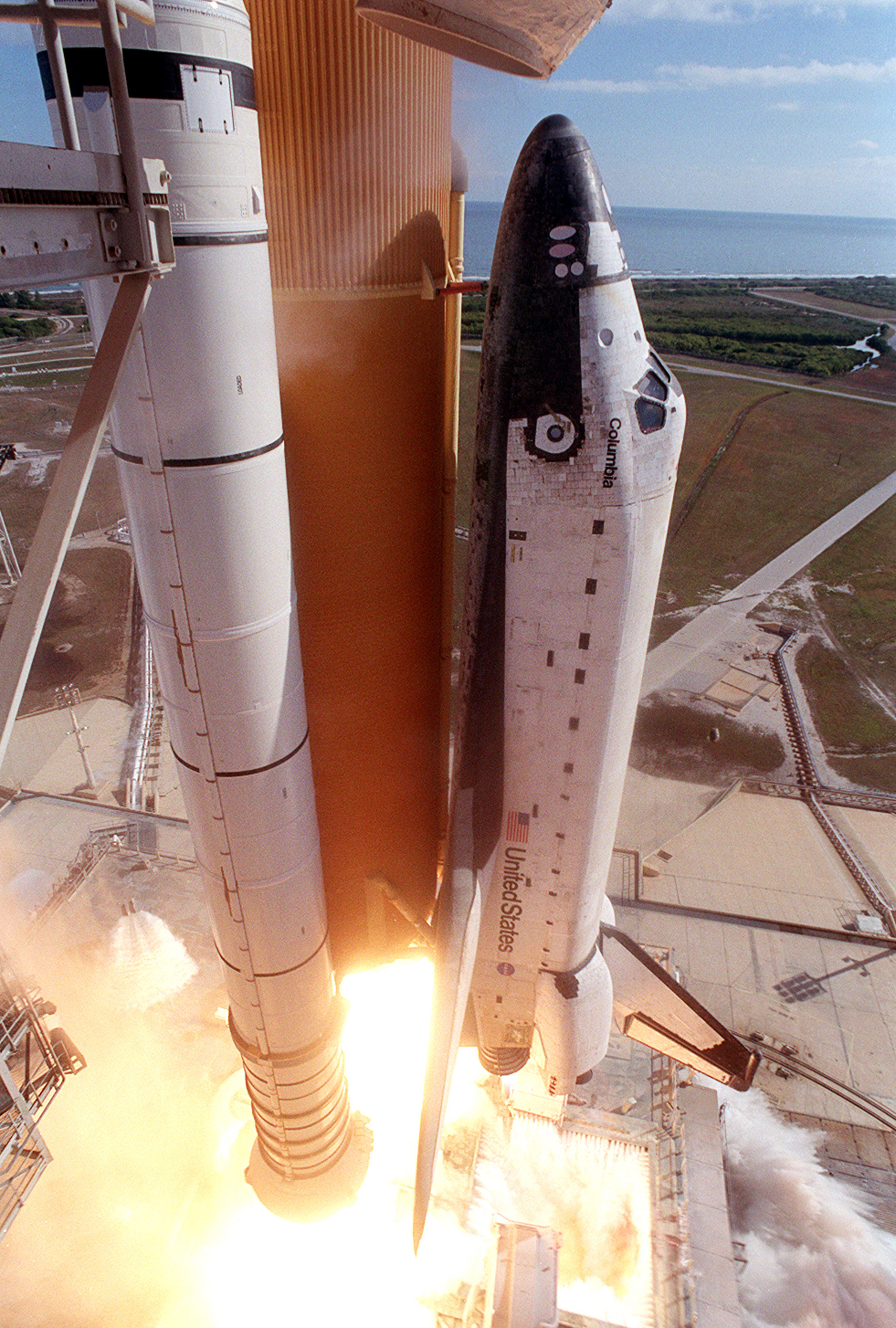
Despegue del Columbia en su última misión. [https://upload.wikimedia.org/wikipedia/commons/0/0d/Space_Shuttle_Columbia_disaster_ET208_camera.gif Video

La misión STS-107 fue el lanzamiento del transbordador espacial número 113. Se había previsto que comenzara el 11 de enero de 2001, pero se retrasó 18 veces y, finalmente, se puso en marcha el 16 de enero de 2003, tras la misión STS-113. Sin embargo, la Junta de Investigación del Accidente del Columbia determinó que este retraso no tuvo nada que ver con el fracaso catastrófico.
Cerca de 82 segundos después de su lanzamiento desde el LC-39-A del Centro Espacial Kennedy, una pieza grande de espuma se desprendió del tanque externo (ET), golpeando los paneles de carbono-carbono reforzados del ala izquierda del Columbia. Como se ha demostrado por medio de experimentos en tierra realizados por la Junta de Investigación del Accidente del Columbia, es probable que esto creara un orificio de 15 a 25 cm de diámetro, lo que permitió que los gases calientes entrasen en el ala cuando el Columbia reingresaba en la atmósfera. En el momento de la falla de la espuma, la nave estaba a una altitud de unos 20 km, viajando a Mach 2,46 (840 metros por segundo).
La Misión STS-107 Columbia tuvo un periodo desde el 16 de enero al 1 de febrero de 2003. Esta misión de 16 días de duración estuvo dedicada a la investigación científica, a la cual se le destinó las 24 horas del día en dos turnos alternantes. La tripulación llevó a cabo y de manera exitosa cerca de 80 experimentos. El 1 de febrero se inició el reingreso a la atmósfera terrestre.

## Reingreso y desintegración
El 1 de febrero de 2003, el Centro de Misión esperaba un reingreso sin problemas mayores, estando programado para las 09:16 a. m.. A las 03:30 a. m. el equipo de control de vuelo de entrada comenzó su turno en el Centro de Control de misión. A bordo del orbitador la tripulación guardó artículos sueltos y preparó la nave para el reingreso.
45 minutos antes del reingreso, Husband y McCool comenzaron a trabajar en la lista de verificación de entrada. A las 08:10 a. m. el CAPCOM (Comunicador de Cápsula) informó a la tripulación que estaban aprobados para el reingreso. A las 08:15:30 a. m. la tripulación ejecutó con éxito el reingreso que duró 2 minutos y 38 segundos, a las 08:44:09 a. m. el Columbia entró en la atmósfera terrestre a una altitud de 120 km en un punto denominado interfaz de entrada. El daño al sistema de protección térmica (TPS) en el ala izquierda permitió que entrara aire caliente y comenzara a derretir la estructura de aluminio. Cuando el Columbia aún estaba a 60 km de altura y a 50 minutos del aterrizaje viajando a velocidad de 2,4 Mach, un sensor comenzó a registrar cantidades de tensión superiores a las normales en el ala izquierda, los datos del sensor se registraron en el almacenamiento interno y no se transmitieron ni a la tripulación ni a los controladores en tierra. Al principio, la tripulación no lo notó debido a las correcciones del sistema de vuelo del orbitador. Entonces se empezaron a recibir una serie de lecturas anómalas de temperatura elevada de algunos de los sensores del ala izquierda del transbordador, específicamente de la zona delantera del cubo del tren de aterrizaje izquierdo, luego dejaban de emitir señal. Inicialmente estas anomalías no fueron consideradas como graves por los operadores del Centro de Misión, pero las sospechas apuntaban al ingreso de plasma al interior del ala izquierda en la zona del panel n.º 8, eso permitía el ingreso de gases ionizados a alta temperatura que afectaba los sensores de temperatura.
A las 08:56:46, el Columbia cruzó la costa de California y los observadores en tierra vieron indicadores de escombros arrojados, eventos observados por un aumento de brillo alrededor del orbitador. La grabadora de datos del Columbia registró una desviación de la horizontalidad hacia el lado izquierdo. El oficial de Sistemas Mecánicos, mantenimiento, armado y tripulación (MMACS) informó que los sensores hidráulicos tenían lecturas por debajo de los umbrales mínimos de detección a las 08:54:24 a. m.. Continuó su reingreso sobre Utah, Arizona, Nuevo México y Texas donde los observadores informaron haber visto escombros arrojados.
A las 08:58:03, el ajuste del alerón del orbitador cambió de los valores previstos debido al daño en el ala, a las 08:58:21 se desprendió una placa del TPS que cayó sobre Litlefield, Texas. La tripulación recibió la primera señal de un problema a las 08:58:39 cuando el monitor del Blackup Flight Software comenzó a mostrar mensajes de falla por pérdida de presión en los neumáticos del tren de aterrizaje izquierdo, el piloto y el comandante recibieron indicaciones de que se desconocía el estado del tren de aterrizaje izquierdo ya que diferentes sensores informaron que estaba bajado y bloqueado pero también en la posición replegada. El arrastre del ala izquierda continuó guiñando al orbitador hasta que este ya no pudo ser corregido por el ajuste del alerón. Los propulsores del sistema de control de reacción (RCS) del orbitador comenzaron a activarse continuamente para corregir su orientación.
La pérdida de señal (LOS) ocurrió a las 08:59:32 a. m. y la última transmisión de radio de Husband fue «Roger, uh» que se cortó a mitad de la transmisión. Uno de los canales en el software de control de vuelo se vio anulado por un cable defectuoso y una alarma maestra comenzó a sonar en la cubierta de vuelo. La pérdida del control del orbitador ocurrió varios segundos después con la pérdida de la presión hidráulica y una maniobra de cabeceo hacia arriba descontrolada, el orbitador comenzó a volar en una trayectoria balística más empinada y con más resistencia que la anterior, al viajar a Mach 1,5 entró en un giro plano de 30° a 40° por segundo, el piloto automático se cambió a control manual y se restableció al modo automático a las 09:00:05 a. m.; esto habría necesitado la participación de Husband o McCool, lo que indica que todavía estaban conscientes y podían realizar funciones en ese momento; cuando se perdió toda presión hidráulica, las configuraciones finales de los interruptores de McCool indican que habían intentado restablecer los sistemas hidráulicos en algún momento después de las 9:00:05.
A las 09:00:18 comenzó una ruptura catastrófica del orbitador y cesó toda grabación de los datos a bordo. Los observadores notaron un aumento repentino en el desprendimiento de escombros y todos los sistemas de a bordo perdieron energía. A las 09:00:35 las secciones delantera y trasera del orbitador se habían separado la una de la otra. La sacudida repentina hizo que el compartimiento de la tripulación chocara contra la pared interior del fuselaje lo que causó la despresurización del mismo a las 09:00:35 a. m.. Las piezas del orbitador continuaron rompiéndose en fragmentos más pequeños y a las 09:35 a. m. se estimó que todos los pedazos y restos de la tripulación impactaron contra el suelo.
La pérdida de señal se produjo en un momento en que el equipo de control de vuelo esperaba breves cortes de comunicación, cuando el orbitador detuvo toda comunicación a través del satélite de seguimiento y retransmisión de datos oeste (TDRS). El personal de Control de la Misión no estaba al tanto de la ruptura en el vuelo y continuó intentando restablecer el contacto con el orbitador. Aproximadamente a las 09:06 a. m., cuando el Columbia habría estado realizando sus maniobras finales para aterrizar, un miembro del Control de la Misión recibió una llamada telefónica sobre la cobertura noticiosa sobre la desintegración del orbitador. esta información le fue transmitida al director de vuelo, LeRoy Cain, que inició los procesos de contingencia. En el Centro Espacial Kennedy, donde se esperaba que el Columbia aterrizara a las 09:16 a. m., el administrador asociado de la NASA y ex astronauta William Readdy también inició los procesos de contingencia después de que el orbitador no aterrizara como se había programado.

## Consecuencias
La rampa bípode (teniendo lados izquierdo y derecho) fue diseñada originalmente para reducir los esfuerzos aerodinámicos alrededor de los puntos de unión bípode en el tanque externo, pero se comprobó que era innecesaria a raíz del accidente y fue retirada del diseño del tanque externo después de la misión STS-107. Más tarde también se eliminó otra rampa de espuma a lo largo de la línea de oxígeno líquido para evitar que fuera fuente de desechos de espuma, después de que análisis y pruebas complejas demostraron que este cambio era seguro.

## Filmografía
Este accidente fue presentado en el programa de televisión Segundos catastróficos, titulado "El transbordador espacial Columbia", transmitido en National Geographic Channel.